# Boloria laurentidis
Boloria laurentidis är en fjärilsart som beskrevs av Crosson du Cormier 1966. Boloria laurentidis ingår i släktet Boloria och familjen praktfjärilar. Inga underarter finns listade i Catalogue of Life.